# Sistema dinamico lineare stazionario
In teoria dei sistemi, un sistema dinamico lineare stazionario, anche detto sistema lineare tempo-invariante o sistema LTI,  è un sistema dinamico lineare tempo-invariante, soggetto cioè al principio di sovrapposizione degli effetti e tale che il suo comportamento sia costante nel tempo. Si tratta di un modello matematico che riveste particolare importanza in numerose applicazioni, in particolare in elettronica e nella teoria del controllo.

## Descrizione
Un sistema stazionario (o tempo invariante) è un sistema i cui parametri non dipendono dal tempo. Il processo fisico di cui il sistema è il modello matematico, pertanto, è un sistema di equazioni differenziali, derivate rispetto al tempo, a coefficienti costanti:
{\displaystyle {\frac {d{\vec {x}}(t)}{dt}}={\vec {f}}({\vec {x}}(t),{\vec {x}}_{0},{\vec {u}}(t)),\qquad {\vec {y}}(t)=\,{\vec {h}}({\vec {x}}(t),{\vec {x}}_{0},{\vec {u}}(t)),}
dove {\displaystyle {\vec {x}}(t)}, {\displaystyle {\vec {x}}_{0}}, {\displaystyle {\vec {u}}(t)} e {\displaystyle {\vec {y}}(t)} sono vettori colonna. Il vettore {\displaystyle {\vec {x}}(t)} rappresenta le variabili di stato in funzione del tempo {\displaystyle t}, che in generale non possono essere fissate né osservate direttamente, il vettore {\displaystyle {\vec {x}}_{0}} rappresenta le variabili di stato all'istante iniziale {\displaystyle t_{0}}, {\displaystyle {\vec {u}}(t)} sono gli ingressi, cioè le variabili su cui si agisce per modificare l'andamento o traiettoria dello stato, e {\displaystyle {\vec {y}}(t)} sono le uscite, cioè le variabili misurate da cui si deduce, a seconda delle caratteristiche di osservabilità del sistema, il valore o la stima dello stato. Ci possono essere particolari variabili di ingresso, dette disturbi o rumori, su cui non si può agire in alcun modo. Il termine {\displaystyle d{\vec {x}}(t)/dt} è inoltre la derivata in {\displaystyle t} di {\displaystyle {\vec {x}}(t)}, e le funzioni {\displaystyle f} e {\displaystyle h} non dipendono direttamente da {\displaystyle t}.
Un sistema è inoltre lineare quando dipende linearmente dalle variabili di stato e dalle variabili di ingresso:
{\displaystyle {\frac {d{\vec {x}}(t)}{dt}}=\mathbf {A} (t){\vec {x}}(t)+\mathbf {B} (t){\vec {u}}(t),\qquad {\vec {y}}(t)=\mathbf {C} (t){\vec {x}}(t)+\mathbf {D} (t){\vec {u}}(t),}
dove {\displaystyle \mathbf {A} }, {\displaystyle \mathbf {B} }, {\displaystyle \mathbf {C} } e {\displaystyle \mathbf {D} } sono matrici di dimensioni opportune che premoltiplicano {\displaystyle {\vec {x}}(t)} e {\displaystyle {\vec {u}}(t)}. In generale esse possono variare nel tempo, ma non nel caso di un sistema stazionario:
{\displaystyle {\frac {d{\vec {x}}(t)}{dt}}=\mathbf {A} {\vec {x}}(t)+\mathbf {B} {\vec {u}}(t),\qquad {\vec {y}}(t)=\mathbf {C} {\vec {x}}(t)+\mathbf {D} {\vec {u}}(t).}
Tra le caratteristiche dei sistemi LTI più studiate vi sono la stabilità, le proprietà di raggiungibilità e di osservabilità: se sono verificate allora per il sistema di controllo (cioè il sistema ottenuto retroazionando il sistema dinamico LTI con un controllore LTI) esiste sempre un controllore che rende il sistema di controllo asintoticamente stabile. 
La risposta in frequenza dei sistemi LTI può essere studiata a partire dalle caratteristiche della funzione di trasferimento, una funzione complessa della quale il comportamento dei poli è sintomatico della stabilità del sistema che descrive.
Un sistema lineare stazionario è particolarmente importante perché, oltre ad offrire innumerevoli risultati pratici e teorici, si usa spesso per linearizzare anche sistemi non lineari o non stazionari in modo da facilitare il calcolo e le applicazioni. Nel caso di variabili continue i sistemi lineari e stazionari sono descritti da equazioni algebriche nel dominio del tempo se statici, altrimenti si hanno equazioni differenziali ordinarie se dinamici. Inoltre, i sistemi lineari e stazionari possono essere studiati anche nel dominio della frequenza.
Nel caso generale e con la sola dipendenza da una variabile temporale, sia {\displaystyle \mathbf {u} _{in}(t)} una qualsiasi sollecitazione di ingresso. Sia {\displaystyle \mathbf {Z} } un operatore che riassume tutte le operazioni che il sistema può compiere sulla sollecitazione di ingresso {\displaystyle \mathbf {u} _{in}(t)}. Allora la relazione che lega ingresso e uscita di un sistema è in generale:
{\displaystyle \mathbf {u} _{out}(t)=\mathbf {Z} (\mathbf {u} _{in}(t)).}
I sistemi lineari sono soggetti al principio di sovrapposizione, ovvero un sistema è lineare se valgono le seguenti proprietà:
{\displaystyle \mathbf {Z} (\mathbf {u} _{in_{1}}+\mathbf {u} _{in_{2}})=\mathbf {Z} (\mathbf {u} _{in_{1}})+\mathbf {Z} (\mathbf {u} _{in_{2}}),\qquad \mathbf {Z} (c\mathbf {u} _{in})=c\mathbf {Z} (\mathbf {u} _{in}),}
dove {\displaystyle c} è un numero arbitrario. I sistemi tempo invarianti, anche detti stazionari o statici, sono inoltre quei sistemi per i quali la risposta dipende solo dai valori istantanei dell'ingresso
{\displaystyle \mathbf {u} _{out}(t-t_{0})=\mathbf {Z} \mathbf {u} _{in}(t-t_{0})}
anche nel caso in cui i parametri del sistema sono indipendenti dal tempo.
Esistono anche sistemi statici in elettronica digitale e sono chiamati combinatori. In contrapposizione esistono sistemi dinamici lineari nei quali l'uscita è dipendente sia dai valori istantanei dell'ingresso che dalla storia passata del segnale in ingresso. Allo stesso modo in elettronica digitale esistono sistemi dinamici che sono chiamati sequenziali. In elettronica, tra i sistemi lineari sono notevolmente importanti elementi circuitali quali resistori, condensatori, induttori, mentre tra i sistemi non lineari vi sono il diodo e i transistor.

## Sistemi a tempo continuo
L'uscita {\displaystyle y(t)} di un sistema dinamico lineare tempo-invariante a tempo continuo soggetto a un segnale in ingresso {\displaystyle {\vec {x}}(t)} è descritta dalla convoluzione:
{\displaystyle y(t)=x(t)*h(t)=\int _{-\infty }^{\infty }{\vec {x}}(t-\tau )\cdot h(\tau )\,\operatorname {d} \tau =\int _{-\infty }^{\infty }x(\tau )\cdot h(t-\tau )\,\operatorname {d} \tau ,}
dove {\displaystyle h(t)} è la risposta del sistema all'impulso, ovvero quando l'ingresso {\displaystyle x(t)} è una funzione a delta di Dirac. L'uscita {\displaystyle y} è quindi proporzionale alla media dell'ingresso {\displaystyle x} pesata dalla funzione {\displaystyle h(-\tau )}, traslata di un tempo {\displaystyle t}.
Se la funzione {\displaystyle h(\tau )} è nulla quando {\displaystyle \tau <0} allora {\displaystyle y(t)} dipende soltanto dai valori assunti da {\displaystyle x} precedentemente al tempo {\displaystyle t}, ed il sistema è detto causale.
Per mostrare come la risposta all'impulso determini completamente il comportamento del sistema LTI, sia {\displaystyle O_{t}} l'azione del sistema al tempo {\displaystyle t}. Per l'invarianza temporale si ha:
{\displaystyle O_{t}\{x(u-\tau )\}=y(t-\tau )\equiv O_{t-\tau }\{x\}\qquad h(t)\equiv O_{t}\{\delta (u)\}}
da cui:
{\displaystyle h(t-\tau )\equiv O_{t-\tau }\{\delta (u)\}=O_{t}\{\delta (u-\tau )\}}
in modo che si ottiene:
{\displaystyle {\begin{aligned}{\vec {x}}(t)*h(t)&=\int _{-\infty }^{\infty }x(\tau )\cdot h(t-\tau )\operatorname {d} \tau \\&=\int _{-\infty }^{\infty }x(\tau )\cdot O_{t}\{\delta (u-\tau )\}\operatorname {d} \tau \\&=O_{t}\left\{\int _{-\infty }^{\infty }x(\tau )\cdot \delta (u-\tau )\operatorname {d} \tau \right\}\\&=O_{t}\left\{x(u)\right\}=y(t)\\\end{aligned}}}

### Evoluzione naturale e risposta forzata
La variazione degli stati, detta evoluzione del sistema, è composta da una evoluzione naturale e da una risposta forzata.
L'evoluzione naturale viene calcolata ignorando gli ingressi del sistema e ponendo lo stato iniziale in condizione non nulla, sfruttando i "modi naturali" del sistema. In generale, si può immaginare lo stato del sistema {\displaystyle x(t)} come un punto in uno spazio {\displaystyle n}-dimensionale, con {\displaystyle n} il numero di variabili di stato, la cui quantità di risorsa identifica le coordinate del punto. L'evoluzione naturale {\displaystyle x(t)} del sistema si può scrivere come:
{\displaystyle x(t)=\sum _{i=1}^{n}c_{i}e^{\lambda _{i}t}v_{i}.}
Nota la matrice {\displaystyle A} del sistema, ovvero la matrice che contiene informazioni sugli scambi interni al sistema di risorse, si possono ricavare gli autovalori {\displaystyle \lambda _{1},\ldots ,\lambda _{n}} e gli autovettori {\displaystyle v_{1},\ldots ,v_{n}} della matrice.
I valori {\displaystyle c_{1},\ldots ,c_{n}} si ricavano dalla seguente equazione:
{\displaystyle x(0)=\sum _{i=1}^{n}c_{i}v_{i}.}
Noti tali valori, si può calcolare l'evoluzione naturale del sistema LTI.

### Funzione di trasferimento
Un'autofunzione {\displaystyle f} di un operatore lineare {\displaystyle H} è una funzione che viene trasformata dall'operatore nella stessa funzione moltiplicata per un numero {\displaystyle \lambda }, detto autovalore:
{\displaystyle {\mathcal {H}}f=\lambda f.}
Per un sistema LTI a tempo continuo le autofunzioni sono le funzioni esponenziali {\displaystyle Ae^{st}}, con {\displaystyle A} e {\displaystyle s} in {\displaystyle \mathbb {C} }. Infatti, sia {\displaystyle x(t)=Ae^{st}} l'ingresso e {\displaystyle h(t)} la risposta del sistema alla delta di Dirac. L'uscita è data da:
{\displaystyle \int _{-\infty }^{\infty }h(t-\tau )Ae^{s\tau }\,\operatorname {d} \tau =\int _{-\infty }^{\infty }h(\tau )\,Ae^{st}e^{-s\tau }\,\operatorname {d} \tau =Ae^{st}\int _{-\infty }^{\infty }h(\tau )\,e^{-s\tau }\,\operatorname {d} \tau =Ae^{st}H(s).}
La trasformata di Laplace:
{\displaystyle H(s)\equiv {\mathcal {L}}\{h(t)\}\equiv \int _{-\infty }^{\infty }h(t)e^{-st}\,\operatorname {d} t}
è la funzione di trasferimento del sistema, che permette così di ottenere gli autovalori a partire dalla risposta all'impulso di Dirac. Per ogni {\displaystyle A} e {\displaystyle s} in {\displaystyle \mathbb {C} } l'uscita è dunque il prodotto dell'ingresso {\displaystyle Ae^{st}} per una costante dipendente solo dal parametro {\displaystyle s}, autovalore del sistema LTI relativo all'autovettore {\displaystyle Ae^{st}} (elemento di uno spazio vettoriale funzionale). Di particolare interesse è il caso in cui l'ingresso è un esponenziale complesso {\displaystyle \exp({j\omega t})}, con {\displaystyle \omega \in \mathbb {R} } e {\displaystyle j\equiv {\sqrt {-1}}}. La funzione di trasferimento è data in tal caso dalla trasformata di Fourier:
{\displaystyle H(j\omega )={\mathcal {F}}\{h(t)\}.}
Mentre la trasformata di Laplace è utilizzata per segnali che sono nulli prima di un certo tempo {\displaystyle t_{0}}, solitamente lo zero, la trasformata di Fourier consente di trattare funzioni di durata infinita, con la richiesta (a differenza della trasformata di Laplace in sistemi stabili) di essere a quadrato sommabili.
Grazie alle proprietà della convoluzione, nel dominio della trasformata l'integrale si riduce ad una moltiplicazione:
{\displaystyle y(t)=(h*x)(t)\equiv \int _{-\infty }^{\infty }h(t-\tau )x(\tau )\,\operatorname {d} \tau \equiv {\mathcal {L}}^{-1}\{H(s){X}(s)\}.}
Tale fatto consente di trasformare le equazioni differenziali ed integrali che solitamente governano i sistemi dinamici LTI in equazioni algebriche.

### Risposta nel dominio della frequenza

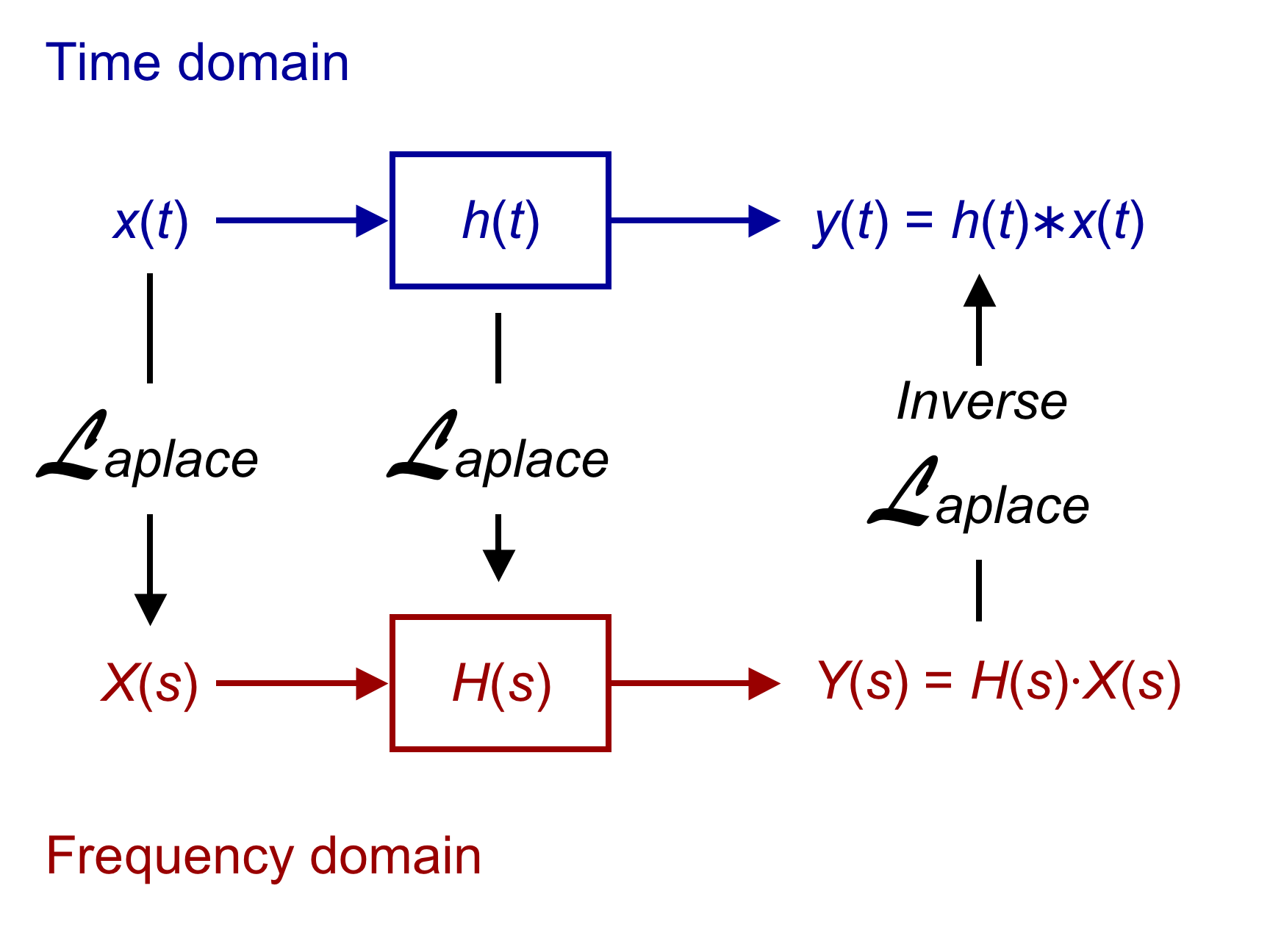
Descrizione di un sistema LTI nel dominio del tempo (in blu) e nel dominio delle frequenze (la trasformata di Laplace è mostrata in rosso).

I sistemi lineari e stazionari possono essere studiati nel dominio della frequenza analizzandone la risposta a ingressi sinusoidali puri, la cui frequenza non viene cambiata in seguito alla trasformazione lineare compiuta dal sistema (ad esempio, la derivazione o l'integrazione del segnale). Questo permette di rappresentare un segnale periodico come combinazione lineare di segnali sinusoidali tramite la serie di Fourier. Nel caso di funzioni non periodiche si utilizzano la trasformata di Fourier o la trasformata di Laplace.
Lo studio dei sistemi lineari e stazionari nel dominio della frequenza passa attraverso i metodi simbolico e/o il metodo operatoriale, utili anche per studiare sistemi in cascata. Lo scopo è determinare una funzione di trasferimento che determina completamente la risposta del sistema.
Il legame tra la risposta nel dominio del tempo e la risposta nel dominio della frequenza è di importanza notevole. Tali relazioni si ricavano esattamente solo in casi semplici, e sono in particolare i legami tra gli ingressi impulsivi o unitari e le varie frequenza di taglio o di risonanza, e i valori dell'ampiezza e fase in termini di frequenza. Ancora più in particolare, ci sono connessioni semplici tra i tempi di salita dei segnali, la banda passante e la fase di un sistema. Nel caso di sistemi del primo ordine sono connessioni esatte, nel caso di sistemi del secondo ordine o superiori al secondo sono utili per un'approssimazione.

## Sistemi a tempo discreto
Un sistema a tempo discreto trasforma la successione in ingresso {\displaystyle \{x\}} in un'altra successione {\displaystyle \{y\}}, data dalla convoluzione discreta con la risposta {\displaystyle h} alla delta di Kronecker:
{\displaystyle y[n]=\sum _{k=-\infty }^{\infty }x[k]\cdot h[n-k]=\sum _{k=-\infty }^{\infty }x[n-k]\cdot h[k].}
Gli elementi di {\displaystyle \{y\}} possono dipendere da ogni elemento di {\displaystyle \{x\}}. Solitamente {\displaystyle y[n]} dipende maggiormente dagli elementi in prossimità del tempo {\displaystyle n}.
La maggior parte dei segnali a tempo discreto sono ottenuti da un segnale a tempo continuo considerandone il valore assunto in precisi istanti di tempo, solitamente separati da un intervallo temporale fisso {\displaystyle T}. La procedura che permette di ottenere un segnale discreto a partire da uno continuo è detta campionamento, ed è alla base della conversione analogico-digitale (ADC). Essa trasforma una funzione continua {\displaystyle {\vec {x}}(t)} nel segnale discreto:
{\displaystyle x[n]\equiv x(nT),\qquad \forall \,n\in \mathbb {Z} ,}
con {\displaystyle 1/T} la frequenza di campionamento. Il teorema del campionamento pone un limite alla massima frequenza del segnale continuo, che non può essere superiore ad {\displaystyle 1/(2T)} se si vuole evitare perdita di informazione (fenomeno di aliasing).
Come nel caso di sistemi a tempo continuo, se {\displaystyle O_{n}} è l'operatore di trasformazione al tempo {\displaystyle n}
{\displaystyle y[n]\equiv O_{n}\{x\},}
la successione
{\displaystyle h[n]\equiv O_{n}\{\delta [m]\}}
caratterizza completamente il sistema. Per mostrare questo, considerando l'invarianza temporale
{\displaystyle O_{n}\{x[m-k]\}=y[n-k]\equiv O_{n-k}\{x\}}
e dato che vale l'identità
{\displaystyle x[m]\equiv \sum _{k=-\infty }^{\infty }x[k]\cdot \delta [m-k],}
si ha
{\displaystyle y[n]=O_{n}\{x\}=O_{n}\left\{\sum _{k=-\infty }^{\infty }x[k]\cdot \delta [m-k]\right\}=\sum _{k=-\infty }^{\infty }x[k]\cdot O_{n}\{\delta [m-k]\}=\sum _{k=-\infty }^{\infty }x[k]\cdot O_{n-k}\{\delta [m]\}=\sum _{k=-\infty }^{\infty }x[k]\cdot h[n-k].}
L'operatore {\displaystyle O_{n}} restituisce un'uscita proporzionale alla media pesata di {\displaystyle x[k]} con funzione peso data da {\displaystyle h[-k]}. Se {\displaystyle h[k]=0} per valori di {\displaystyle k} negativi il sistema è causale.

### Funzione di trasferimento
Gli esponenziali del tipo {\displaystyle z^{n}=e^{sTn}}, con {\displaystyle n\in \mathbb {Z} }, sono autofunzioni di un operatore lineare tempo-invariante. Infatti, detto {\displaystyle T\in \mathbb {R} } il periodo di campionamento e {\displaystyle z=e^{sT}}, con {\displaystyle z} e {\displaystyle s} in {\displaystyle \mathbf {C} }, si supponga {\displaystyle x[n]=z^{n}} l'ingresso del sistema. Se {\displaystyle h[n]} è la risposta impulsiva, si ha:
{\displaystyle y[n]=\sum _{m=-\infty }^{\infty }h[n-m]\,z^{m}=\sum _{m=-\infty }^{\infty }h[m]\,z^{(n-m)}=z^{n}\sum _{m=-\infty }^{\infty }h[m]\,z^{-m}=z^{n}H(z)}
La funzione:
{\displaystyle H(z)\equiv \sum _{m=-\infty }^{\infty }h[m]z^{-m}}
dipende solo dal parametro {\displaystyle z} ed è l'autovalore associato all'autovettore (autofunzione) {\displaystyle z^{n}} del sistema LTI.
La trasformata zeta:
{\displaystyle H(z)={\mathcal {Z}}\{h[n]\}=\sum _{n=-\infty }^{\infty }h[n]z^{-n}}
è la funzione di trasferimento del sistema. Di particolare interesse è il caso in cui le autofunzioni siano sinusoidi pure {\displaystyle e^{j\omega n}}, con {\displaystyle \omega \in \mathbb {R} }, che possono essere scritte come {\displaystyle z^{n}}, dove {\displaystyle z=e^{j\omega }}. Per funzioni di questo tipo la funzione di trasferimento è data dalla trasformata di Fourier a tempo discreto:
{\displaystyle H(e^{j\omega })={\mathcal {F}}\{h[n]\}.}
Grazie alle proprietà della convoluzione, nel dominio della trasformata si ottiene una moltiplicazione:
{\displaystyle y[n]=(h*x)[n]=\sum _{m=-\infty }^{\infty }h[n-m]x[m]={\mathcal {Z}}^{-1}\{H(z){\vec {X}}(z)\},}
che analogamente al caso continuo risulta di notevole utilità nell'analisi dei sistemi LTI.

## Descrizione matriciale
Un sistema LTI è descritto da un'equazione del tipo:
{\displaystyle \left\{{\begin{matrix}{\frac {d{\vec {x}}(t)}{dt}}=\mathbf {A} {\vec {x}}(t)+\mathbf {B} {\vec {u}}(t)\\{\vec {y}}(t)=\mathbf {C} {\vec {x}}(t)+\mathbf {D} {\vec {u}}(t)\end{matrix}}\right.}
in cui {\displaystyle \mathbf {A} }, {\displaystyle \mathbf {B} }, {\displaystyle \mathbf {C} } e {\displaystyle \mathbf {D} } non sono funzione del tempo, {\displaystyle {\vec {x}}\in \mathbb {R} ^{n}}, {\displaystyle {\vec {u}}\in \mathbb {R} ^{q}} e {\displaystyle {\vec {y}}\in \mathbb {R} ^{p}}; inoltre la matrice {\displaystyle \mathbf {A} } ha dimensione {\displaystyle n\times n}, {\displaystyle \mathbf {B} } ha dimensione {\displaystyle n\times q}, {\displaystyle \mathbf {C} } ha dimensione {\displaystyle p\times n} e {\displaystyle \mathbf {D} } ha dimensione {\displaystyle p\times q}.

### Soluzione dell'equazione matriciale
Volendo risolvere la precedente equazione bisogna distinguere i seguenti casi:
- {\displaystyle \mathbf {A} } ammette soltanto autovalori reali con molteplicità algebrica uguale alla molteplicità geometrica per ogni autovalore.
- {\displaystyle \mathbf {A} } ammette soltanto autovalori complessi coniugati.
- {\displaystyle \mathbf {A} } ammette sia autovalori reali che complessi coniugati.

#### Autovalori reali con molteplicità algebrica pari alla molteplicità geometrica
Si consideri la trasformazione di coordinate:
{\displaystyle {\vec {x}}(t)=\mathbf {P} {\vec {z}}(t),}
con {\displaystyle \mathbf {P} } matrice di dimensione {\displaystyle n\times n}, le cui colonne sono gli autovettori di {\displaystyle \mathbf {A} } linearmente indipendenti che generano ciascun autospazio relativo ad ogni autovalore, e {\displaystyle {\vec {z}}(t)} vettore di dimensione {\displaystyle n}. Si ha che {\displaystyle {\vec {z}}(t)=\mathbf {P} ^{-1}{\vec {x}}(t)}, dove {\displaystyle \mathbf {P} ^{-1}} è la matrice inversa di {\displaystyle \mathbf {P} }, mentre:
{\displaystyle {\frac {d({\vec {z}}(t))}{dt}}=\mathbf {P} ^{-1}{\frac {d({\vec {x}}(t))}{dt}}=\mathbf {P} ^{-1}(\mathbf {A} {\vec {x}}(t)+\mathbf {B} {\vec {u}}(t))=\mathbf {P} ^{-1}\mathbf {A} \mathbf {P} {\vec {z}}(t)+\mathbf {P} ^{-1}\mathbf {B} {\vec {u}}(t).}
Dalla teoria della diagonalizzazione delle matrici si ha che {\displaystyle \mathbf {P} ^{-1}\mathbf {A} \mathbf {P} =\mathbf {\Lambda } }, dove {\displaystyle \mathbf {\Lambda } } è la matrice diagonale in cui sulla diagonale principale vi sono gli autovalori di {\displaystyle \mathbf {A} } ripetuti, eventualmente ciascuno con la propria molteplicità. Pertanto si ottiene la seguente equazione differenziale matriciale:
{\displaystyle {\frac {d({\vec {z}}(t))}{dt}}=\mathbf {\Lambda } {\vec {z}}(t)+\mathbf {P} ^{-1}\mathbf {B} {\vec {u}}(t).}
In particolare, se gli autovalori di {\displaystyle \mathbf {A} } sono reali e distinti sulla matrice diagonale {\displaystyle \mathbf {\Lambda } } vi saranno gli {\displaystyle n} autovalori distinti di {\displaystyle \mathbf {A} }.
Moltiplicando ambo i membri dell'equazione per la matrice esponenziale {\displaystyle e^{-\mathbf {\Lambda } t}}, che sulla diagonale principale possiede gli esponenziali {\displaystyle e^{-\lambda _{i}t}} (con {\displaystyle \lambda _{i}} gli autovalori di {\displaystyle \mathbf {A} }), si ha la seguente equazione differenziale:
{\displaystyle {\frac {d}{dt}}(e^{-\mathbf {\Lambda } t}{\vec {z}}(t))=e^{-\mathbf {\Lambda } t}\mathbf {P} ^{-1}\mathbf {B} {\vec {u}}(t).}
Integrando si ricava, scegliendo come primitive quelle che si annullano in {\displaystyle t_{0}} e moltiplicando l'equazione per {\displaystyle e^{\mathbf {\Lambda } t}}:
{\displaystyle {\vec {z}}(t)=e^{\mathbf {\Lambda } t}(\int e^{-\mathbf {\Lambda } t}\mathbf {P} ^{-1}\mathbf {B} dt+{\vec {c}}).}
Quindi si ha:
{\displaystyle {\vec {x}}(t_{0})=\mathbf {P} {\vec {z}}(t_{0})=Pe^{\mathbf {\Lambda } t_{0}}{\vec {x}},}
da cui si ricava il vettore {\displaystyle {\vec {x}}}. Pertanto la soluzione dell'equazione differenziale matriciale è:
{\displaystyle {\vec {x}}(t)=\mathbf {P} e^{\mathbf {\Lambda } (t-t_{0})}\mathbf {P} ^{-1}{\vec {x}}(t_{0})+\mathbf {P} e^{\mathbf {\Lambda } t}\int _{t_{0}}^{t}e^{-\mathbf {\Lambda } \tau }\mathbf {P} ^{-1}\mathbf {B} u(\tau )d\tau .}
Essendo {\displaystyle Pe^{\mathbf {\Lambda } t}} costante rispetto a {\displaystyle \tau }, si ottiene:
{\displaystyle {\vec {x}}(t)=\mathbf {P} e^{\mathbf {\Lambda } (t-t_{0})}\mathbf {P} ^{-1}{\vec {x}}(t_{0})+\int _{t_{0}}^{t}\mathbf {P} e^{\mathbf {\Lambda } (t-\tau )}\mathbf {P} ^{-1}\mathbf {B} u(\tau )d\tau .}
Si nota che la risposta libera nello stato, ottenuta ponendo {\displaystyle {\vec {u}}(t)=0}, è
{\displaystyle {\vec {x}}_{l}(t)=\mathbf {P} e^{\mathbf {\Lambda } (t-t_{0})}\mathbf {P} ^{-1}{\vec {x}}(t_{0}),}
cioè basta moltiplicare la matrice {\displaystyle \mathbf {P} } degli autovettori di {\displaystyle \mathbf {A} }, la matrice esponenziale {\displaystyle e^{\mathbf {\Lambda } (t-t_{0})}}, l'inversa di {\displaystyle \mathbf {P} } ed il vettore di stato {\displaystyle {\vec {x}}(t_{0})}.
La risposta forzata nello stato è invece ottenuta ponendo {\displaystyle {\vec {x}}(t_{0})=0}, cioè
{\displaystyle {\vec {x}}_{f}(t)=\int _{t_{0}}^{t}\mathbf {P} e^{\mathbf {\Lambda } (t-\tau )}\mathbf {P} ^{-1}\mathbf {B} u(\tau )d\tau .}
Inoltre, la risposta libera nell'uscita per {\displaystyle {\vec {u}}(t)=0} è
{\displaystyle {\vec {y}}_{l}(t)=\mathbf {C} Pe^{\mathbf {\Lambda } (t-t_{0})}\mathbf {P} ^{-1}{\vec {x}}(t_{0}),}
mentre la risposta forzata nell'uscita per {\displaystyle {\vec {x}}(t_{0})=0} è
{\displaystyle y_{f}(t)=\int _{t_{0}}^{t}\mathbf {C} \mathbf {P} e^{\mathbf {\Lambda } (t-\tau )}\mathbf {P} ^{-1}\mathbf {B} u(\tau )d\tau +\mathbf {D} {\vec {u}}(t).}

#### Autovalori complessi coniugati
Volendo analizzare il caso in cui {\displaystyle \mathbf {A} } ammette autovalori complessi coniugati, si supponga che essa sia una matrice di dimensione 2 e siano {\displaystyle \alpha +j\omega } e {\displaystyle \alpha -j\omega } i due autovalori complessi coniugati di {\displaystyle \mathbf {A} }. Siano inoltre {\displaystyle {\vec {u}}_{a}+j{\vec {u}}_{b}} e {\displaystyle {\vec {u}}_{a}-j{\vec {u}}_{b}} i due autovettori complessi coniugati corrispondenti. Applicando la definizione di autovalore e di autovettore si ha la seguente equazione algebrica:
{\displaystyle (\mathbf {A} -(\alpha +j\omega )\mathbf {I} )(({\vec {u}}_{a}+j{\vec {u}}_{b})={\vec {0}},}
dove {\displaystyle \mathbf {I} } è la matrice identica di dimensione 2. Si possono separare parte reale e parte immaginaria nella forma:
{\displaystyle ((\mathbf {A} -\alpha \mathbf {I} ){\vec {u}}_{a}+\omega {\vec {u}}_{b})+j((\mathbf {A} -\alpha \mathbf {I} ){\vec {u}}_{b}+\omega {\vec {u}}_{a}))={\vec {0}}.}
Affinché l'equazione sia vera è necessario che parte reale e parte immaginaria si annullino entrambe, pertanto si ha il sistema
{\displaystyle (\mathbf {A} -\alpha \mathbf {I} ){\vec {u}}_{a}+\omega {\vec {u}}_{b}={\vec {0}}\qquad (\mathbf {A} -\alpha \mathbf {I} ){\vec {u}}_{b}+\omega {\vec {u}}_{a}={\vec {0}},}
che può essere posto nella forma:
{\displaystyle \mathbf {A} ({\vec {u}}_{a}{\vec {u}}_{b})=({\vec {u}}_{a}{\vec {u}}_{b})\left({\begin{array}{cc}\alpha &\omega \\-\omega &\alpha \end{array}}\right).}
Se si pone {\displaystyle \mathbf {T} ^{-1}} uguale alla matrice le cui colonne sono la parte reale e immaginaria dei due autovettori complessi coniugati si ha che:
{\displaystyle \mathbf {T} \mathbf {A} \mathbf {T} ^{-1}=\left({\begin{array}{cc}\alpha &\omega \\-\omega &\alpha \end{array}}\right).}
Ragionando come nel caso degli autovalori reali e distinti si ottiene
{\displaystyle {\frac {d({\vec {z}}(t))}{dt}}=\left({\begin{array}{cc}\alpha &\omega \\-\omega &\alpha \end{array}}\right){\vec {z}}(t)+\mathbf {T} \mathbf {B} {\vec {u}}(t)}
e quindi in tal caso la soluzione dell'equazione differenziale matriciale è
{\displaystyle {\vec {x}}(t)=\mathbf {T} ^{-1}e^{\left({\begin{array}{cc}\alpha &\omega \\-\omega &\alpha \end{array}}\right)(t-t_{0})}\mathbf {T} {\vec {x}}(t_{0})+\int _{t_{0}}^{t}\mathbf {T} ^{-1}e^{\left({\begin{array}{cc}\alpha &\omega \\-\omega &\alpha \end{array}}\right)(t-\tau )}\mathbf {T} \mathbf {B} u(\tau )d\tau .}
Sviluppando in serie di Taylor la matrice esponenziale:
{\displaystyle e^{\left({\begin{array}{cc}\alpha &\omega \\-\omega &\alpha \end{array}}\right)(t-t_{0})},}
per l'identità di Eulero si ha che:
{\displaystyle e^{\left({\begin{array}{cc}\alpha &\omega \\-\omega &\alpha \end{array}}\right)(t-t_{0})}=e^{\alpha (t-t_{0})}\left({\begin{array}{cc}\cos \omega (t-t_{0})&\sin \omega (t-t_{0})\\-\sin \omega (t-t_{0})&\cos \omega (t-t_{0})\end{array}}\right).}
Per cui, sostituendo si ha:
{\displaystyle {\vec {x}}(t)=\mathbf {T} ^{-1}e^{\alpha (t-t_{0})}\left({\begin{array}{cc}\cos \omega (t-t_{0})&\sin \omega (t-t_{0})\\-\sin \omega (t-t_{0})&\cos \omega (t-t_{0})\end{array}}\right)\mathbf {T} {\vec {x}}(t_{0})+x_{f}(t).}

#### Autovalori reali e complessi coniugati
Si supponga che la matrice {\displaystyle \mathbf {A} } di ordine {\displaystyle n} ammetta {\displaystyle k} autovalori reali distinti {\displaystyle \lambda _{1},\lambda _{2},\ldots ,\lambda _{k}} a cui corrispondono {\displaystyle k} autovettori distinti {\displaystyle v_{1},v_{2},\ldots ,v_{k}.} Allora si hanno le seguenti equazioni:
{\displaystyle \mathbf {A} v_{1}=\lambda _{1}v_{1}\qquad Av_{2}=\lambda _{2}v_{2},\quad \dots ,\quad \mathbf {A} v_{k}=\lambda _{k}v_{k}.}
Supponendo inoltre che {\displaystyle \mathbf {A} } ammetta {\displaystyle p} coppie di autovalori complessi coniugati la cui p-esima coppia è {\displaystyle \alpha _{p}+j\omega _{p}} e {\displaystyle \alpha _{p}-j\omega _{p}}, a cui corrisponde la coppia di autovettori complessi coniugati {\displaystyle {\vec {u}}_{a_{p}}+j{\vec {u}}_{b_{p}}} e {\displaystyle {\vec {u}}_{a_{p}}-j{\vec {u}}_{b_{p}}}, allora per quanto visto nel caso precedente si ha per la {\displaystyle p}-esima coppia:
{\displaystyle \mathbf {A} ({\vec {u}}_{a_{p}}{\vec {u}}_{b_{p}})=({\vec {u}}_{a_{p}}{\vec {u}}_{b_{p}})\left({\begin{array}{cc}\alpha _{p}&\omega _{p}\\-\omega _{p}&\alpha _{p}\end{array}}\right).}
Posto {\displaystyle \mathbf {T} ^{-1}} uguale alla matrice le cui colonne sono i {\displaystyle k} autovettori corrispondenti agli autovalori reali e le parti reali e immaginarie delle {\displaystyle p} coppie di autovettori complessi coniugati, cioè
{\displaystyle \mathbf {T} ^{-1}=(v_{1},v_{2},\ldots ,v_{k},{\vec {u}}_{a_{1}},{\vec {u}}_{b_{1}},{\vec {u}}_{a_{2}},{\vec {u}}_{b_{2}},\ldots ,{\vec {u}}_{a_{p}},{\vec {u}}_{b_{p}}),}
allora dalle precedenti equazioni si ha la matrice diagonale a blocchi
{\displaystyle \mathbf {T} \mathbf {A} \mathbf {T} ^{-1}={\mbox{diag}}\left(\lambda _{1},\lambda _{2},\ldots ,\lambda _{k},\left({\begin{array}{cc}\alpha _{1}&\omega _{1}\\-\omega _{1}&\alpha _{1}\end{array}}\right),\ldots ,\left({\begin{array}{cc}\alpha _{p}&\omega _{p}\\-\omega _{p}&\alpha _{p}\end{array}}\right)\right),}
pertanto
{\displaystyle x_{l}(t)=\mathbf {T} ^{-1}{\mbox{diag}}\left(e^{\lambda _{1}(t-t_{0})},e^{\lambda _{2}(t-t_{0})},\ldots ,e^{\lambda _{k}(t-t_{0})},\ldots ,e^{\alpha _{p}(t-t_{0})}\left({\begin{array}{cc}\cos \omega _{p}(t-t_{0})&\sin \omega _{p}(t-t_{0})\\-\sin \omega _{p}(t-t_{0})&\cos \omega _{p}(t-t_{0})\end{array}}\right)\right)\mathbf {T} {\vec {x}}(t_{0}).}

## Proprietà dei sistemi LTI
Lo stato {\displaystyle {\vec {x}}(t)} di un sistema LTI può essere esplicitato in funzione dell'ingresso {\displaystyle {\vec {u}}(t)} applicando la trasformata di Laplace all'equazione differenziale che lo definisce:
{\displaystyle {\frac {d{\vec {x}}(t)}{dt}}=\mathbf {A} {\vec {x}}(t)+\mathbf {B} {\vec {u}}(t).}
Da cui, trasformando e ipotizzando che {\displaystyle x(0^{-})=0}, si ha:
{\displaystyle s{\vec {X}}(s)=\mathbf {A} {\vec {X}}(s)+\mathbf {B} {\vec {U}}(s),}
da cui:
{\displaystyle (s\mathbf {I} -\mathbf {A} ){\vec {X}}(s)=\mathbf {B} {\vec {U}}(s),}
e quindi:
{\displaystyle {\vec {X}}(s)=(s\mathbf {I} -\mathbf {A} )^{-1}\mathbf {B} {\vec {U}}(s),}
essendo {\displaystyle {\vec {X}}(s)} e {\displaystyle {\vec {U}}(s)} le trasformate di {\displaystyle {\vec {x}}(t)} e {\displaystyle {\vec {u}}(t)}, {\displaystyle I} la matrice unità di dimensione {\displaystyle n\times n}, e {\displaystyle (s\mathbf {I} -\mathbf {A} )^{-1}} la matrice inversa di {\displaystyle (s\mathbf {I} -\mathbf {A} )}. Lo stato può essere ricavato antitrasformando:
{\displaystyle (s\mathbf {I} -\mathbf {A} )^{-1}\mathbf {B} {\vec {U}}(s).}
Poiché l'uscita del sistema è data da {\displaystyle {\vec {y}}(t)=\mathbf {C} {\vec {x}}(t)+\mathbf {D} {\vec {u}}(t)}, trasformando si ha:
{\displaystyle {\vec {Y}}(s)=\mathbf {C} {\vec {X}}(s)+\mathbf {D} {\vec {U}}(s),}
cioè:
{\displaystyle {\vec {Y}}(s)=(\mathbf {C} (s\mathbf {I} -\mathbf {A} )^{-1}\mathbf {B} +\mathbf {D} ){\vec {U}}(s).}
La matrice {\displaystyle \mathbf {C} (s\mathbf {I} -\mathbf {A} )^{-1}\mathbf {B} +\mathbf {D} } è la matrice di trasferimento o funzione di trasferimento del sistema.

### Esempio

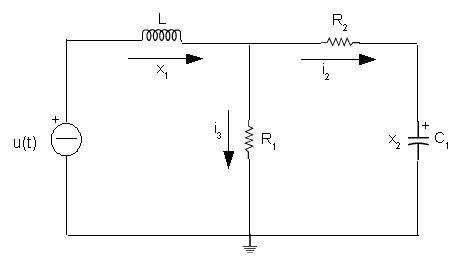

Nel caso del circuito elettrico lineare mostrato in figura il vettore di stato {\displaystyle {\vec {x}}(t)} è costituito dalla corrente {\displaystyle x_{1}} che passa attraverso l'induttore di induttanza {\displaystyle L} e dalla tensione {\displaystyle x_{2}} ai capi del condensatore di capacità {\displaystyle C_{1}}, dove l'ingresso {\displaystyle {\vec {u}}(t)} è la tensione del generatore mentre il vettore delle uscite {\displaystyle {\vec {y}}(t)} è dato, ad esempio, dalle correnti che passano attraverso il resistore di resistenza {\displaystyle R_{1}} e resistore di resistenza {\displaystyle R_{2}}. Applicando le equazioni costitutive dei bipoli nonché le equazioni topologiche o leggi di Kirchhoff si ha:
{\displaystyle {\begin{array}{c}{\vec {u}}(t)=L{\frac {d(x_{1}(t))}{dt}}+R_{1}i_{2}(t)\\R_{1}i_{2}(t)=R_{2}C_{1}{\frac {d(x_{2}(t))}{dt}}+x_{2}(t)\\i_{2}(t)=x_{1}(t)-C_{1}{\frac {d(x_{2}(t))}{dt}}.\end{array}}}
Pertanto, sostituendo l'ultima relazione nelle precedenti e ponendo:
{\displaystyle {\vec {x}}(t)=\left({\begin{array}{c}x_{1}(t)\\x_{2}(t)\end{array}}\right),}
in tal caso si ha che:
{\displaystyle \mathbf {A} =\left({\begin{array}{cc}{\frac {{-R}_{1}R_{2}}{L(R_{1}+R_{2})}}&{\frac {{-R}_{1}}{L(R_{1}+R_{2})}}\\{\frac {R_{1}}{C_{1}(R_{1}+R_{2})}}&{\frac {-1}{C_{1}(R_{1}+R_{2})}}\end{array}}\right)}
{\displaystyle {\vec {B}}=\left({\begin{array}{c}{\frac {1}{L}}\\0\end{array}}\right)}
{\displaystyle \mathbf {C} =\left({\begin{array}{cc}{\frac {R_{2}}{(R_{1}+R_{2})}}&{\frac {1}{(R_{1}+R_{2})}}\\{\frac {R_{1}}{(R_{1}+R_{2})}}&{\frac {-1}{(R_{1}+R_{2})}}\end{array}}\right)}
{\displaystyle {\vec {D}}=\left({\begin{array}{c}0\\0\end{array}}\right).}
Si supponga per esempio di voler determinare l'andamento della seconda variabile di stato a partire da un dato istante {\displaystyle t_{0}}, ipotizzando che il valore iniziale della stessa fosse nullo e l'andamento dell'ingresso coincida con un impulso di Dirac centrato in {\displaystyle t_{0}}. Nel dominio di Laplace l'ingresso ha dunque valore identicamente unitario, quindi avremo:
{\displaystyle {\vec {X}}(s)=(s\mathbf {I} -\mathbf {A} )^{-1}{\vec {B}}\,U(s)=}
{\displaystyle =(s\mathbf {I} -\mathbf {A} )^{-1}{\vec {B}}=}
{\displaystyle ={\frac {1}{LC_{1}(R_{1}+R_{2})s^{2}+(R_{1}R_{2}C_{1}+L)s+{1}}}\left({\begin{array}{cc}sC_{1}R_{1}L+sC_{1}R_{2}L+L&-C_{1}R_{1}\\LR_{1}&LsC_{1}R_{1}+C_{1}R_{2}R_{1}+LsC_{1}R_{2}\end{array}}\right)\left({\begin{array}{cc}{\frac {1}{L}}\\0\end{array}}\right).}
Pertanto:
{\displaystyle X_{2}(s)={\frac {R_{1}}{(LC_{1}(R_{1}+R_{2})s^{2})+((R_{1}R_{2}C_{1}+L)s+{1})}}.}
Antitrasformando per passare al dominio del tempo:
{\displaystyle x_{2}(t)=R_{1}{\frac {e^{-s_{1}t}-e^{-s_{2}t}}{s_{2}-s_{1}}},\,t>t_{0}.}
Dove:
{\displaystyle s_{1}={\frac {{\sqrt {C_{1}^{2}R_{1}^{2}R_{2}^{2}-2C_{1}LR_{1}R_{2}-4C_{1}LR_{1}^{2}+L^{2}}}+C_{1}R_{1}R_{2}+L}{2C_{1}LR_{2}+2C_{1}LR_{1}}},}
{\displaystyle s_{2}=-{\frac {{\sqrt {C_{1}^{2}R_{1}^{2}R_{2}-2C_{1}LR_{1}R_{2}-4C_{1}LR_{1}^{2}+L^{2}}}-C_{1}R_{1}R_{2}-L}{2C_{1}LR_{2}+2C_{1}LR_{1}}}.}
Dalla terza equazione topologico-costitutiva del modello matematico del sistema si ricava anche la prima variabile di stato:
{\displaystyle x_{1}(t)=i_{2}(t)+C_{1}{\frac {d(x_{2}(t))}{dt}}.}

### Stabilità
Di un sistema LTI possono essere studiati diversi tipi di stabilità, come la stabilità interna o quella esterna. Facendo riferimento ai sistemi causali, ovvero nei sistemi in cui le uscite non dipendono dai valori futuri degli ingressi, la funzione di trasferimento ha un polinomio a denominatore di grado non inferiore al grado del polinomio a numeratore. Se gli zeri dei denominatori, che sono i poli della funzione di trasferimento, appartengono al semipiano a parte reale positiva del piano complesso, il sistema è instabile e la risposta all'impulso tende ad un valore infinito al crescere del tempo. 
Se invece i poli della funzione di trasferimento appartengono al semipiano a parte reale negativa del piano complesso, il sistema è asintoticamente stabile e la risposta impulsiva tende asintoticamente a zero al crescere del tempo. Se, infine, i poli della funzione di trasferimento appartengono alla retta verticale a parte reale nulla del piano complesso ed hanno molteplicità singola, il sistema è semplicemente stabile e la risposta all'impulso è maggiorata in valore assoluto da un certo valore al crescere del tempo.
Per determinare come variano le posizioni dei poli e degli zeri al variare di particolari parametri, che generalmente rappresentano i guadagni ed altre caratteristiche associate al compensatore dinamico che si vuole progettare per stabilizzare il sistema, si usano particolari grafici, quali ad esempio il diagramma di Bode, il diagramma di Nyquist e il luogo delle radici.

### Raggiungibilità
Un sistema lineare tempo invariante è raggiungibile se per ogni stato iniziale {\displaystyle x_{0}} lo stato generico {\displaystyle x} è raggiungibile, cioè se per ogni stato iniziale {\displaystyle x_{0}} esiste un ingresso {\displaystyle {\vec {u}}(t)} che permette al sistema di raggiungere lo stato generico {\displaystyle x}.
Il criterio di Kalman stabilisce che un sistema LTI di dimensione {\displaystyle n} è completamente raggiungibile se e solo se
{\displaystyle \operatorname {rk} (\mathbf {R} )=\operatorname {rk} [{\begin{matrix}\mathbf {B} |\mathbf {A} B|\mathbf {A} ^{2}\mathbf {B} |\ldots |\mathbf {A} ^{n-1}\mathbf {B} \\\end{matrix}}]=n,}
dove {\displaystyle \operatorname {rk} (\mathbf {R} )} indica il rango di {\displaystyle \mathbf {R} }, che se è pari a {\displaystyle n} rende il determinante diverso da zero. Qualora risulti che {\displaystyle \operatorname {rk} (\mathbf {R} )=p<n} allora vi sono autovalori raggiungibili, quindi modificabili (in numero pari a {\displaystyle n-p}) e autovalori non raggiungibili, detti autovalori fissi (in numero pari a {\displaystyle p}). Il sistema si dice in tal caso non completamente raggiungibile.
Ad esempio, in un sistema con un ingresso ({\displaystyle m=1}) ed una variabile di stato ({\displaystyle n=1}) le matrici {\displaystyle \mathbf {A} } e {\displaystyle \mathbf {B} } si riducono a scalari e l'equazione di stato relativa è:
{\displaystyle x'(t)=Ax(t)+Bu(t),}
avendo indicato con {\displaystyle x'(t)} la derivata prima di {\displaystyle {\vec {x}}(t)} rispetto al tempo. Anche la matrice di raggiungibilità (o matrice di Kalman) è uno scalare {\displaystyle b}: se {\displaystyle b\neq 0} il sistema è completamente raggiungibile poiché {\displaystyle \operatorname {rk} (R)=n}, mentre se è nullo il sistema non è completamente raggiungibile e l'equazione di stato diventa:
{\displaystyle x'(t)=Ax(t).}
Un'equazione differenziale di questo tipo è un sistema autonomo.
Un sistema lineare tempo invariante è quindi raggiungibile quando tutti i suoi stati sono raggiungibili, ovvero quando la matrice di raggiungibilità ha rango massimo. Un modo per stabilirlo è il test di Popov-Belevitch-Hautus, anche detto PBH test di raggiungibilità, il quale stabilisce che il rango della matrice ottenuta affiancando la matrice degli ingressi sullo stato {\displaystyle \mathbf {B} } alla matrice {\displaystyle s\mathbf {I} }, a cui è sottratta la matrice della dinamica del sistema lineare {\displaystyle \mathbf {A} }, deve essere pari al numero totale degli stati {\displaystyle n} al variare di {\displaystyle s}:
{\displaystyle rk[{\begin{matrix}s\mathbf {I} -\mathbf {A} |\mathbf {B} \\\end{matrix}}]=n\qquad \forall s\in \mathbb {C} .}
Esso deriva dalla trasformata di Laplace dell'equazione:
{\displaystyle {\frac {d{\vec {x}}(t)}{dt}}=\mathbf {A} {\vec {x}}(t)+\mathbf {B} {\vec {u}}(t),}
cioè:
{\displaystyle s{\vec {X}}(s)-{\vec {x}}(0^{-})=\mathbf {A} {\vec {X}}(s)+\mathbf {B} {\vec {U}}(s),}
da cui, essendo sempre possibile moltiplicare uno scalare per la matrice identità:
{\displaystyle (s\mathbf {I} -\mathbf {A} ){\vec {X}}(s)={\vec {x}}(0^{-})+\mathbf {B} {\vec {U}}(s),}
essendo {\displaystyle {\vec {X}}(s)} e {\displaystyle {\vec {U}}(s)} le trasformate di {\displaystyle {\vec {x}}(t)} e {\displaystyle {\vec {u}}(t)}. Lo stato del sistema, nel dominio di Laplace, è quindi definito come:
{\displaystyle {\vec {X}}(s)=(s\mathbf {I} -\mathbf {A} )^{-1}{\vec {x}}(0^{-})+(s\mathbf {I} -\mathbf {A} )^{-1}\mathbf {B} {\vec {U}}(s).}

### Stabilizzabilità
Un sistema lineare tempo invariante è stabilizzabile se esiste una matrice di retroazione dallo stato che rende asintoticamente stabile il sistema complessivo. Questo è possibile se e solo se:
- Il sistema è completamente raggiungibile.
- Il sistema non è completamente raggiungibile e gli autovalori non raggiungibili sono asintoticamente stabili.

Gli autovalori si dicono asintoticamente stabili se hanno parte reale negativa (nei sistemi a tempo continuo) o se hanno modulo minore di 1 (nei sistemi a tempo discreto). In particolare, la completa raggiungibilità di un sistema garantisce la stabilizzabilità in quanto il sottosistema non raggiungibile non esiste e quindi con la retroazione dallo stato è possibile allocare arbitrariamente gli autovalori della matrice {\displaystyle \mathbf {A} }.

### Osservabilità e rilevabilità
Un sistema si dice completamente osservabile se e solo se ogni stato non nullo genera un'uscita libera non identicamente nulla, ovvero quando la matrice di osservabilità ha rango massimo, ed in tal caso è verificato il PBH test di osservabilità. L'uscita di un sistema è somma del contributo dell'evoluzione libera, dipendente dallo stato iniziale, ed evoluzione forzata, dipendente unicamente dall'ingresso.
Un sistema LTI di dimensione {\displaystyle n} è completamente osservabile se e solo se:
{\displaystyle rk(O)=rk{\begin{vmatrix}\mathbf {C} \\\mathbf {C} \mathbf {A} \\\mathbf {C} \mathbf {A} ^{2}\\...\mathbf {C} \mathbf {A} ^{n-1}\\\end{vmatrix}}=n}
oppure se è soddisfatto il PBH test di osservabilità:
{\displaystyle rk{\begin{vmatrix}s\mathbf {I} -\mathbf {A} \\\mathbf {C} \end{vmatrix}}=n,\qquad \forall s\in \mathbb {C} .}
Se i test di osservabilità di cui sopra falliscono, non necessariamente non si può osservare il sistema. Con riferimento alla decomposizione di Kalman rispetto alla osservabilità, se gli autovalori della parte inosservabile {\displaystyle \mathbf {A} _{11}} si trovano già in una parte del piano complesso delimitata da un'ascissa passante per {\displaystyle -a}, detto {\displaystyle \mathbb {C} b}, allora il sistema è detto {\displaystyle \mathbb {C} b} rilevabile.

## Risposta al gradino di Heaviside
Se {\displaystyle \sigma (t)} è il gradino di Heaviside unitario di ingresso e {\displaystyle \mathbf {Z} } è l'insieme delle operazioni che il sistema effettua su tale ingresso, si definisce la risposta unitaria:
{\displaystyle g(t)=\mathbf {Z} \sigma (t).}
Ricordando che la funzione delta di Dirac è la derivata del gradino di heaviside
{\displaystyle \delta (t)={\frac {d\sigma (t)}{dt}}}
e che quindi la risposta impulsiva è legata alla risposta unitaria da
{\displaystyle h(t)=\mathbf {Z} \left({\frac {d\sigma (t)}{dt}}\right)=\left({\frac {d\mathbf {Z} \sigma (t)}{dt}}\right)={\frac {dg(t)}{dt}},}
la risposta unitaria è data dall'integrale
{\displaystyle g(t)=\int _{-\infty }^{t}h(\tau )\,d\tau .}
Nella rappresentazione dinamica dei segnali ogni segnale deterministico può essere rappresentato mediante gradini di Heaviside
{\displaystyle {\vec {u}}_{in}(t)={\vec {u}}_{in}(0)\sigma (t)+\int _{-\infty }^{t}{\frac {d{\vec {u}}_{in}(t)}{d\tau }}\cdot \sigma (t-\tau )\cdot d\tau ,}
allora la risposta ad un tale segnale rappresentato secondo la funzione di Heaviside è
{\displaystyle {\vec {u}}_{out}(t)={\vec {u}}_{in}(0)g(t)+\int _{-\infty }^{t}{\frac {d{\vec {u}}_{in}(t)}{d\tau }}\cdot g(t-\tau )\cdot d\tau .}
Dopo aver ottenuto la funzione di trasferimento del sistema tramite l'applicazione della trasformata di Laplace, applicare un ingresso a gradino corrisponde a moltiplicare la funzione di trasferimento per {\displaystyle {\frac {1}{s}}}